# Gare de Manchester Victoria
La gare de Manchester Victoria est une gare ferroviaire du Royaume-Uni, située au centre de la ville de Manchester, en Angleterre.

## Histoire
- La gare ouvre en 1844.
- Le 31 décembre 2018, la gare est la cible d' une attaque terroriste au couteau durant lequel 3 personne sont blessés.

## Galerie de photos

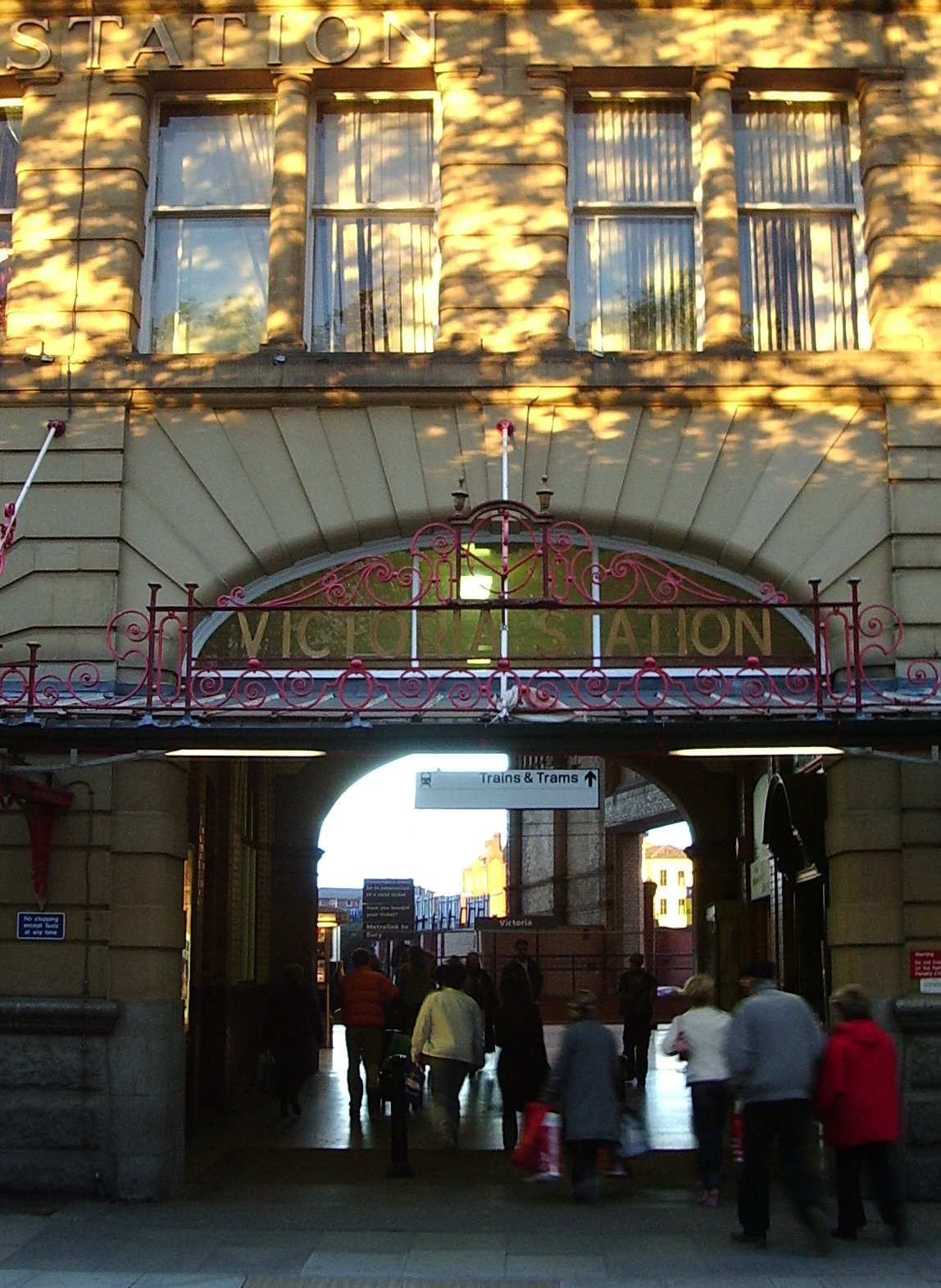
Entrée de la gare
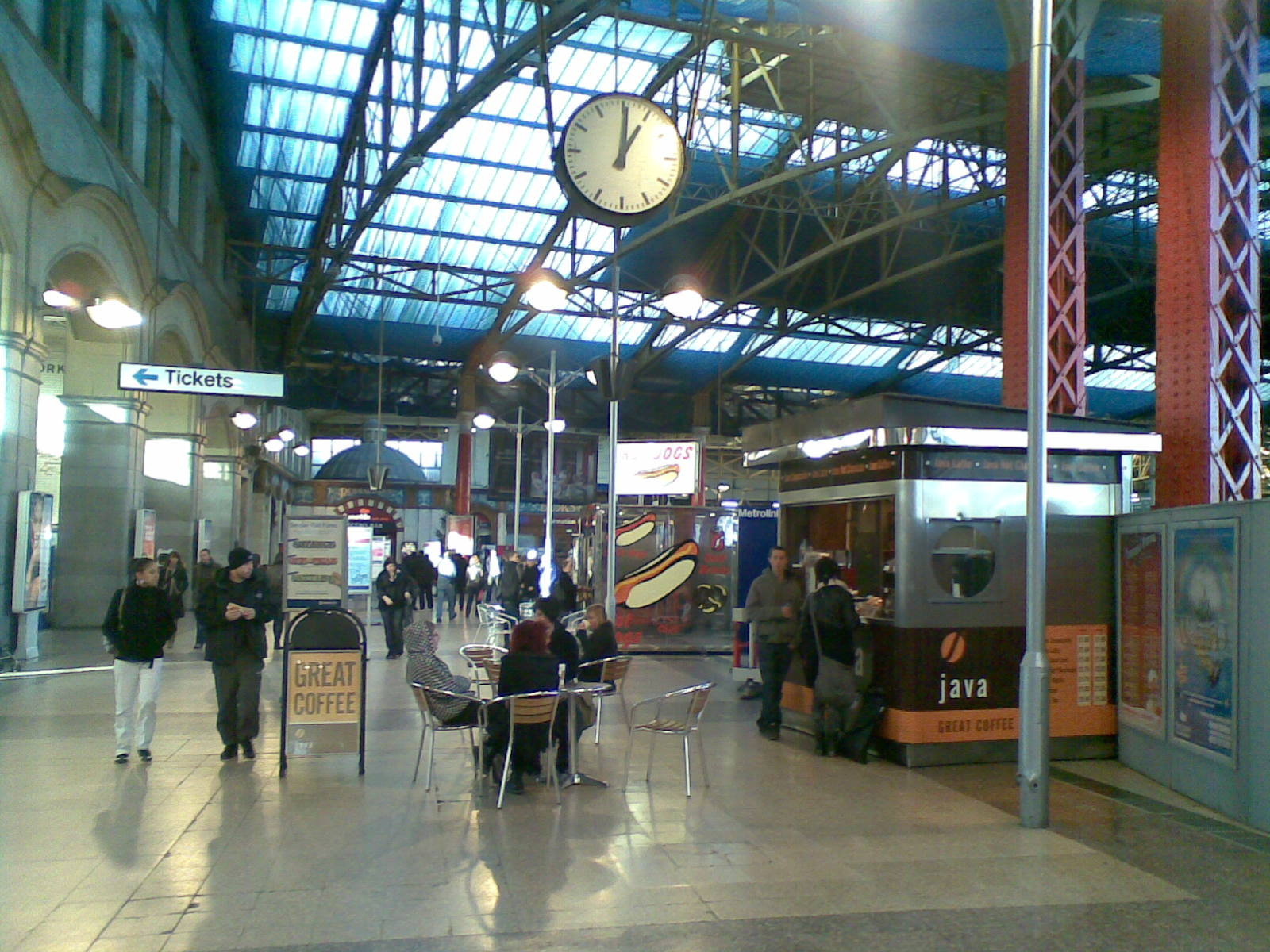
Intérieur de la gare
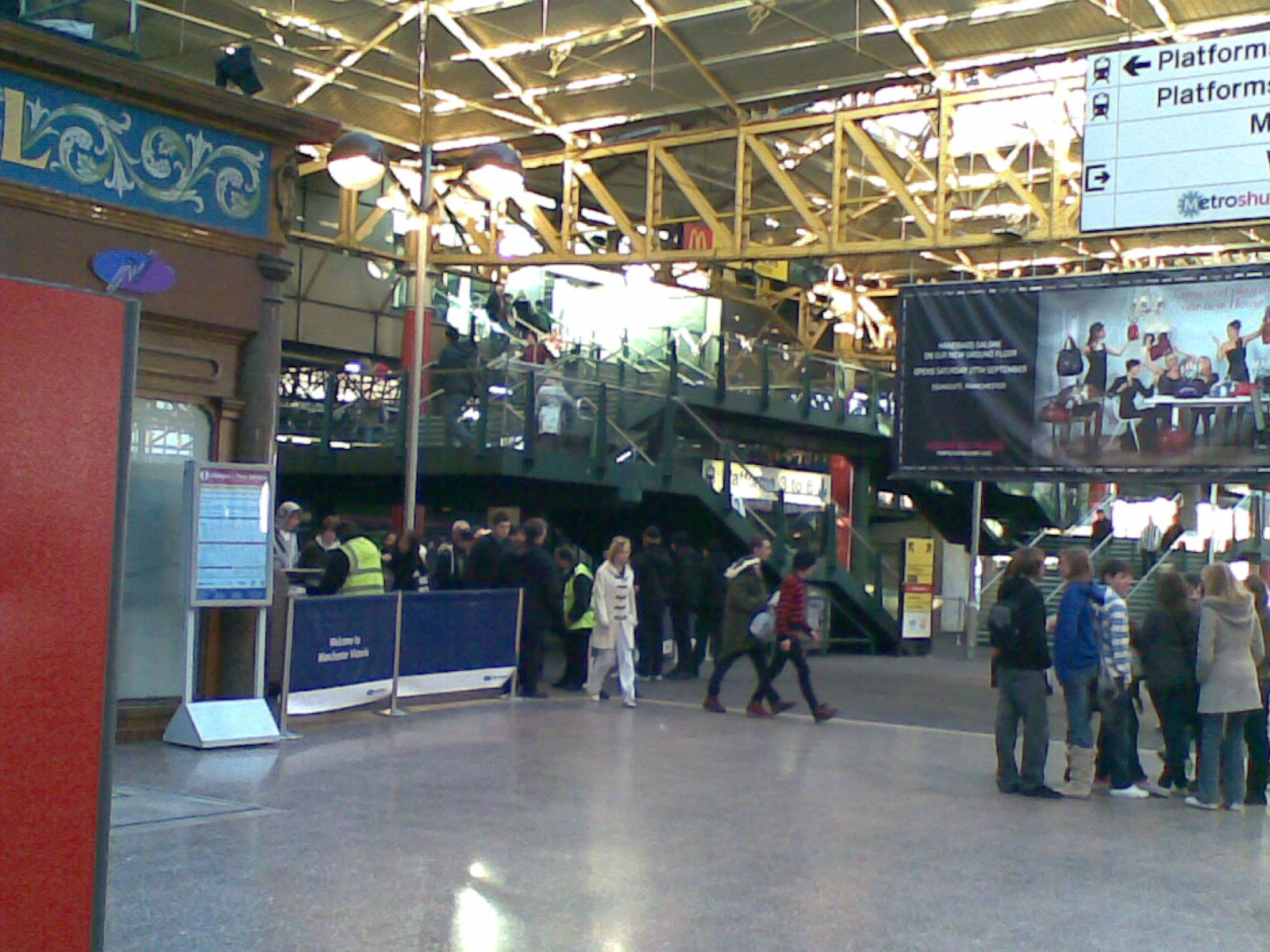
Entrée sur les voies 3 à 6
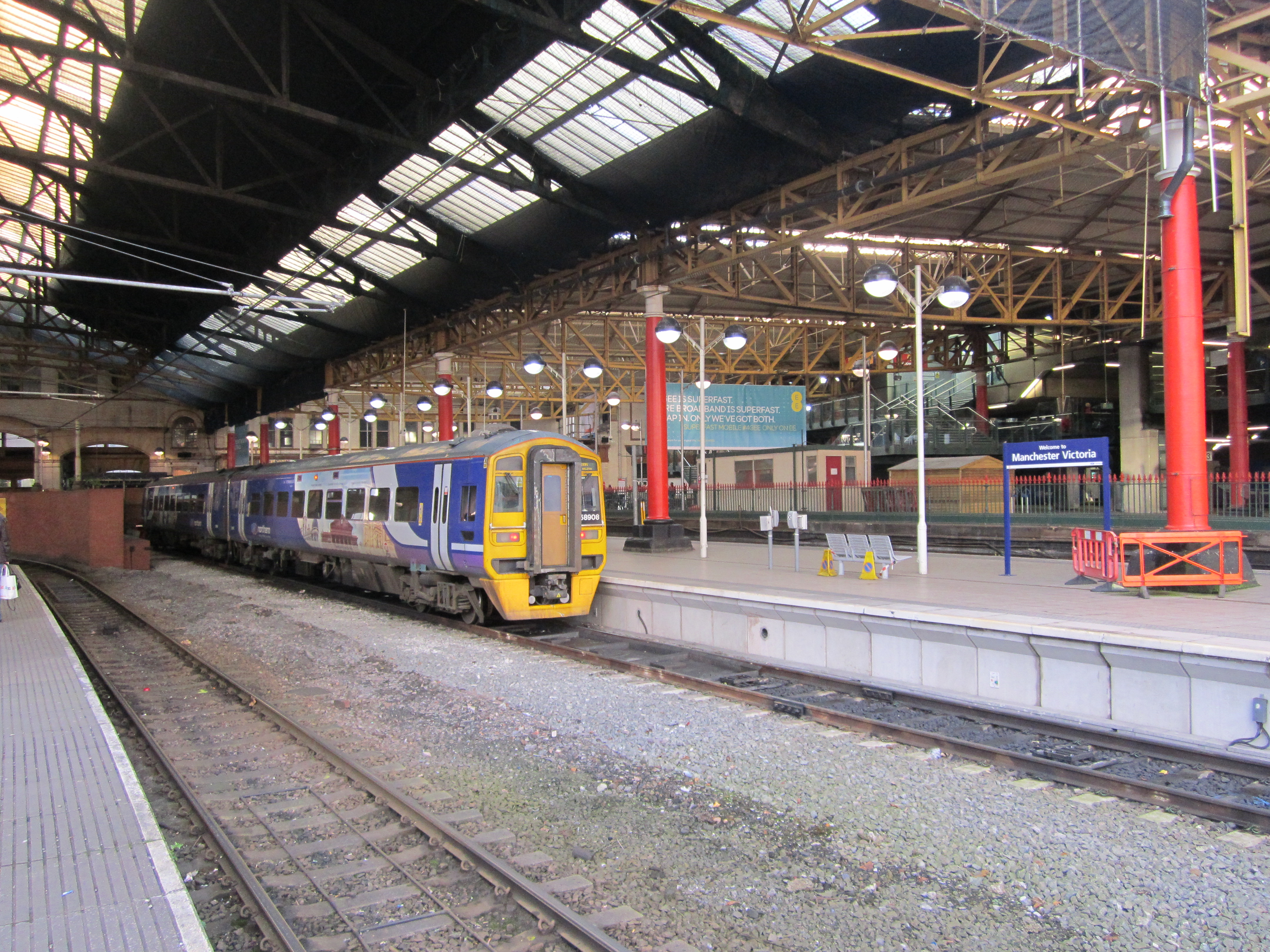
Train sur la voie 1 en 2012
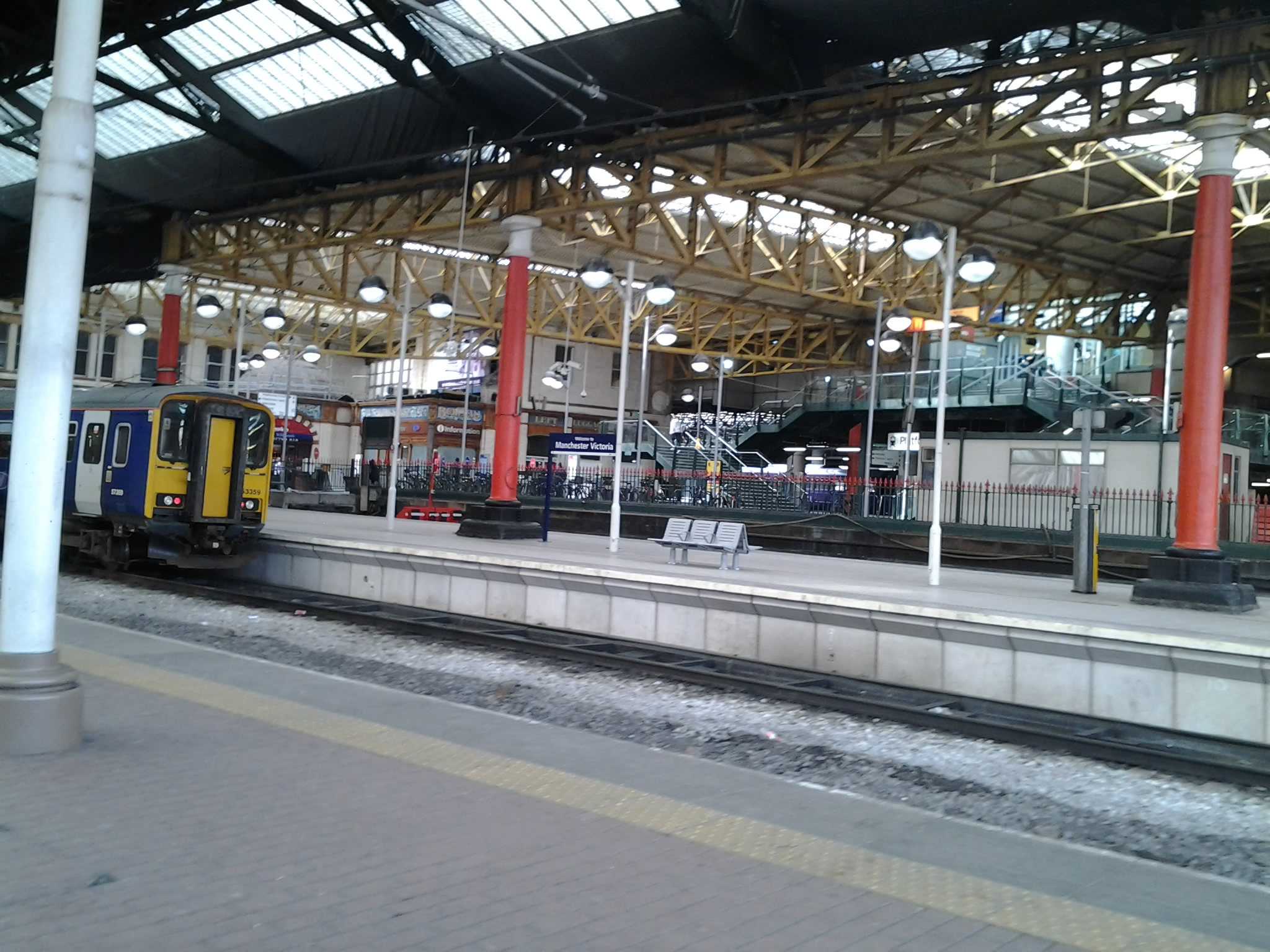
Train de la classe 153 en 2013 vu depuis les voies du métro léger